# Tines del Camí de Ventaiol
Les tines del Camí de Ventaiol és una conjunt del municipi del Pont de Vilomara i Rocafort (Bages) protegit com a bé cultural d'interès local. La construcció se situa al marge esquerre del camí que duu al Ventaiol. Es tracta d'un conjunt format per una tina i una barraca de pedra seca.

## Descripció
La part inferior de la tina és feta amb pedra i morter de calç i l'interior està recobert amb rajoles de ceràmica envernissades amb un punt de curvatura. La part superior dels murs està feta amb pedra sense material d'unió, i s'hi localitza l'entrada de la tina. Els muntats i la llinda de l'entrada no s'han conservat. Sobre els murs s'estén el voladís, construït am pedres més planes. La coberta, feta amb el mètode d'aproximació de filades, s'ha ensorrat parcialment i a sobre s'hi estén una capa de sorra i pedruscall. A dins de la tina hi ha runa i no s'ha trobat el broc.
La barraca és gairebé circular i està adossada al cantó nord de la tina. Està feta amb pedra seca i coberta de falsa cúpula. L'entrada és formada per muntants verticals amb dues llindes de pedra. A l'interior hi ha un amagatall, però el broc de la tina no s'ha localitzat.